# Räddarskär
Räddarskär med Jungfruskär är en ö i Åland (Finland). Den ligger i Skärgårdshavet och i kommunen Brändö i landskapet Åland, i den sydvästra delen av landet. Ön ligger omkring 61 kilometer nordöst om Mariehamn och omkring 230 kilometer väster om Helsingfors.
Öns area är 78,3 hektar och dess största längd är 1,8 kilometer i nord-sydlig riktning.

## Delöar och uddar
- Räddarskär 60°24′40″N 20°50′39″Ö / 60.41107°N 20.84415°Ö
- Söderudden 60°24′24″N 20°50′36″Ö / 60.40665°N 20.84334°Ö (udde)
- Jungfruskär 60°24′20″N 20°51′12″Ö / 60.40564°N 20.85336°Ö
- Berghäran 60°24′51″N 20°50′11″Ö / 60.4143°N 20.83635°Ö (udde)